# 波哈斯卡鎮區 (密蘇里州康登縣)
波哈斯卡鎮區（英語：Pawhuska Township）是位於美國密蘇里州康登縣的一個行政鎮區。

## 地方資料
波哈斯卡鎮區的面積為78.17平方千米，當中陸地面積為50.46平方千米，而水域面積為17.71平方千米。根據2020年美國人口普查的數據，當地共有人口4878人，而人口密度為每平方千米62.4人。